# Manfred Mayrhofer
Manfred Mayrhofer (ur. 26 września 1926 w Linzu, zm. 31 października 2011 w Wiedniu) – austriacki językoznawca indianista i indoeuropeista.
W 1957 został profesorem Uniwersytetu w Würzburgu, a w 1966 w Wiedniu. Był członkiem i sekretarzem Austriackiej Akademii Nauk, a od 1978 Polskiej Akademii Nauk. Napisał wiele prac z gramatyki i etymologii języków staro- i średnioindyjskich oraz steroperskich, m.in. Kurzgefans les etymologisches Wörterbuch des Altindischen (1986), a także był redaktorem pracy Indogermanische Grammatik (1986).
W 1959 r. został członkiem zagranicznym PAN.